# Calgary / Springbank Airport
Calgary / Springbank Airport (engelska: Springbank Airport) är en flygplats i Kanada. Den ligger nära Calgary i den centrala delen av landet, 2 900 km väster om huvudstaden Ottawa. Calgary / Springbank Airport ligger 1 199 meter över havet.
Terrängen runt Calgary / Springbank Airport är platt åt sydväst, men åt nordost är den kuperad. Närmaste större samhälle är Cochrane, 11,1 km nordväst om Calgary / Springbank Airport.
Trakten runt Calgary / Springbank Airport består till största delen av jordbruksmark. Runt Calgary / Springbank Airport är det mycket glesbefolkat, med 7 invånare per kvadratkilometer.